# Ricky Nelson

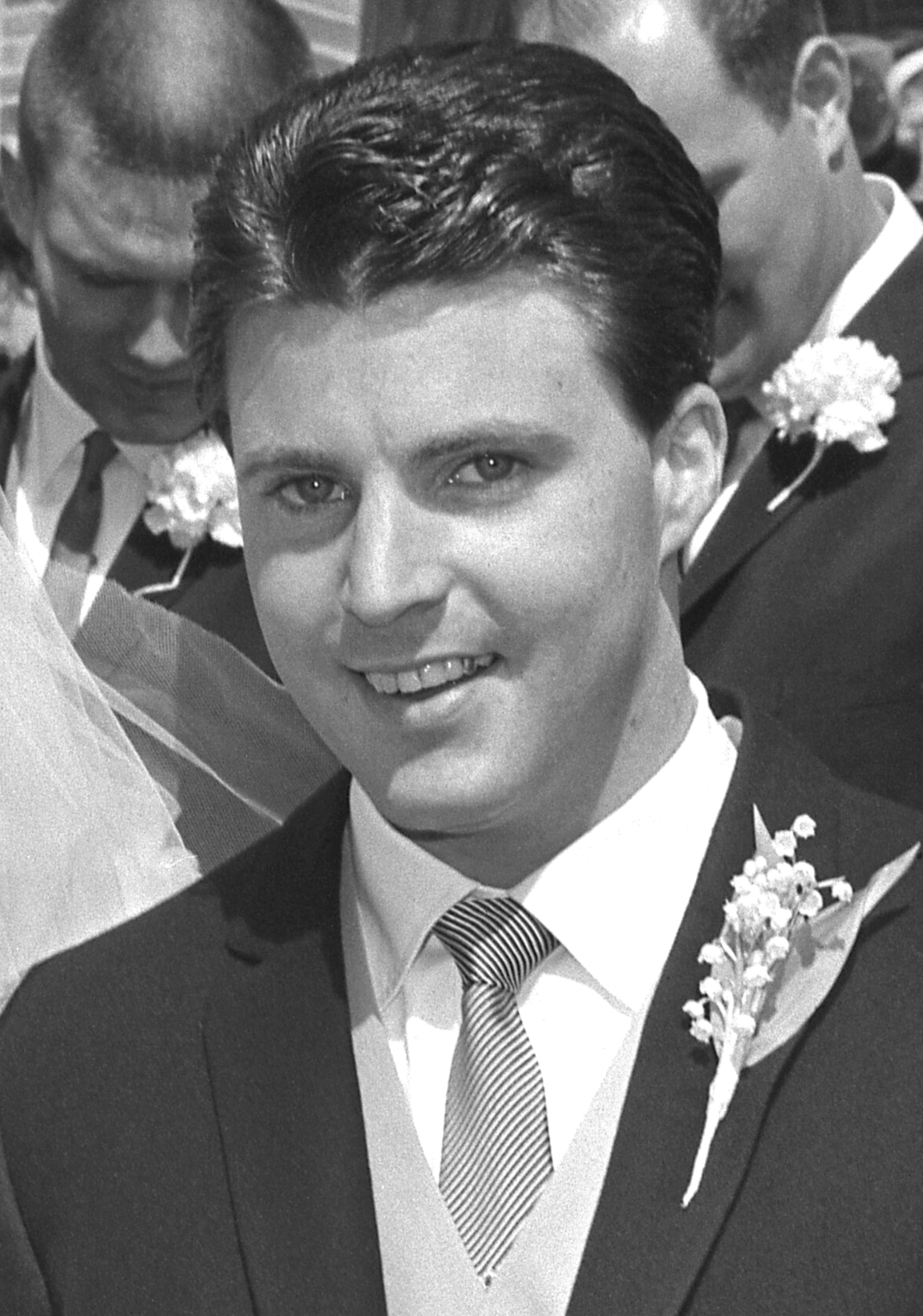
Ricky Nelson (1963)

Ricky Nelson, ab 1961 Plattenveröffentlichungen als Rick Nelson (* 8. Mai 1940 in Teaneck, New Jersey, als Eric Hilliard Nelson; † 31. Dezember 1985 in De Kalb, Texas bei einem Flugzeugabsturz), war ein US-amerikanischer Schauspieler, Musiker und Singer-Songwriter. 
Nelson spielte an der Seite seiner Künstlereltern in der Fernsehserie The Adventures of Ozzie and Harriet (1954–1966) und wurde dadurch zu einem der ersten großen Teenager-Stars der Vereinigten Staaten. Als Sänger konnte er zwischen 1957 und 1973 insgesamt 54 Songs in den amerikanischen Single-Charts platzieren, wodurch er zeitweise der erfolgreichste amerikanische Musikstar hinter Elvis Presley war. Nelson wurde mit Pop und sanfterem Rock-’n’-Roll bekannt, später wandte er sich aber auch den Genres Country und Rock zu.

## Karriere

### Kinder- und Fernsehstar
Sein Vater Oswald George „Ozzie“ Nelson hatte eine Bigband, seine Mutter Harriet Hilliard Nelson war die Sängerin dieser Band. Eric „Ricky“ Nelson begann seine Karriere mit seinen Eltern und seinem älteren Bruder David Nelson in der Radio- und Fernsehshow The Adventures of Ozzie and Harriet. Die Fernsehserie lief vom 3. Oktober 1952 bis zum 3. September 1966. Ricky Nelson, seine Eltern und sein Bruder David spielten die Hauptrollen. Alle Episoden der Serie wurden von „Ozzie“ Nelson geschrieben, der auch Regie führte und häufig die aktuellen Songs von Ricky Nelson in die Sendungen einbaute.

### Rock’n’Roll-Sänger
1957 startete Nelsons Rock-’n’-Roll-Karriere. Seine erste Single, mit der er seine Freundin beeindrucken wollte, erschien im April 1957 bei der Plattenfirma Verve und hatte als B-Seite I’m Walkin (im Original von Fats Domino). Nelsons Coverversion stieg bis auf Platz 4 der Bestseller-Charts und erreichte in den Billboard Hot 100 Platz 17. Die A-Seite mit dem Song Teenager’s Romance war noch erfolgreicher (Platz 2 der Bestseller-Charts bzw. Platz 8 in den Billboard Hot 100). Sein Auftritt mit den Songs in der Fernsehshow seiner Eltern trug nicht unerheblich zum raschen Erfolg seiner ersten Schallplatte bei.
Nach zwei Singles, die bei Verve erschienen waren, wechselte Nelson zur Plattenfirma Imperial Records, die bereits Fats Domino unter Vertrag hatte und bei der er bis 1962 blieb. Die nächsten Singles waren derart populär, dass sich zumeist A- und B-Seite der Platten in den Charts platzieren konnten. Nach den ersten Plattenerfolgen versuchte Imperial Records, Nelson als „sanfte Alternative zu Elvis Presley“ aufzubauen.
Nelson arbeitete mit bedeutenden Musikern zusammen, etwa mit James Burton, dessen akzentuiertes Gitarrenspiel die Aufnahmen Nelsons prägte, Joe Maphis und Johnny und Dorsey Burnette. In den späten 1950er und frühen 1960er Jahren war Nelson mit 33 Top-40-Hits einer der kommerziell erfolgreichsten Sänger in den USA, er wurde nur von Elvis Presley und Pat Boone übertroffen. In der Gruppe der „Teen Idols“ war er sicherlich der erfolgreichste Interpret. Von 1957 bis 1962 erreichten zwei seiner Singles den Spitzenplatz in den Billboard Charts, Poor Little Fool 1958 und Travelin’ Man 1961. In diesem Zeitraum hatte er 17 Top-Ten-Hits, 23 Top-20-Hits und 29 Top-40-Hits.
Verglichen mit seinem Erfolg in den USA blieben seine internationalen Erfolge eher bescheiden. Nur in Kanada war Nelson ähnlich erfolgreich wie in den USA. Drei Titel erreichten Platz 1 der Hitparade, insgesamt 20 konnten sich in den Top Ten platzieren. In Großbritannien gelangten insgesamt neun Titel in die Top-20-Charts, fünf schafften es in die Top Ten. Mehrere Platzierungen in den Top Ten erreichte Nelson noch in Australien, Neuseeland, Südafrika, Norwegen und den Niederlanden.
Sein erfolgreichstes Lied in Deutschland war Hello Mary Lou. Für dieses Lied, das 1961 Platz 2 der Single-Charts erreichte und das 20 Wochen in den Top Ten blieb, erhielt Nelson eine Goldene Schallplatte. Eine weitere Platzierung in den Single-Charts gelang ihm nur noch mit Travelin’ Man (ebenfalls 1961, Platz 29 der Single-Charts).
Mit der Veröffentlichung der LP Rick is 21 (Imperial LP-9152) strich Nelson das „y“ aus seinem Namen und veröffentlichte ab September 1961 unter dem Namen „Rick Nelson“.
1963 unterschrieb er einen 20-Jahres-Vertrag mit Decca Records, aber nach For You (1964) hatte er bis 1972 keine größeren Hits mehr. Die „British Invasion“ der englischen Beatgruppen bedeutete auch für ihn wie für viele andere Teenager-Idole einen Karrierebruch. Sein Versuch in den Jahren 1964 und 1965, im seichten Pop-Bereich ein Publikum zu finden, scheiterte; Titel wie Love And Kisses oder Fire Breathin Dragon blieben erfolglos. Am 26. März 1966 lief die letzte Folge der TV-Serie The Adventures Of Ozzie And Harriet, so dass ihm ein wichtiges Standbein seines Erfolges nicht mehr zur Verfügung stand. Seine Hauptrolle in der Fernsehinszenierung des von Burt Bacharach und Hal David geschriebenen Musicals On The Flip Side im Dezember 1966, der Soundtrack kam auch als LP heraus, brachte ebenso wenig die Rückkehr zu einem breiten Publikum wie seine Moderation der kurzlebigen TV-Unterhaltungsserie Malibu U. im Sommer 1967.

### Country-Sänger
Nelson hatte schon während seiner Rock-’n’-Roll-Zeit wiederholt Countrysongs aufgenommen und auch einige Cross-Over-Hits in den Country Charts gehabt, so dass seine Hinwendung zur Countrymusik keine grundsätzliche Neuorientierung darstellte. Am 30. Mai 1966 erschien das Album Bright Lights And Country Music, das von Owen Bradley in Nashville produziert wurde und trotzdem nicht dem gängigen Muster des Nashville Sounds folgte. Für die Aufnahmesession hatte man zusätzlich zu Nelsons regulärer Band Glen Campbell und Clarence White verpflichtet. Neben einer Eigenkomposition und einer Komposition von Glen Campbell enthielt das Album nur Cover-Songs bedeutender Country-Hits.
Dieses Album gilt in Nelsons Karriere als Umbruch vom Rock-’n’-Roll- zum Country-Sänger. Obwohl das Album erfolglos blieb, erschien im April 1967 – wieder von Bradley in Nashville produziert – das Album Country Fever; bis auf Walkin’ Down The Line, eine Komposition von Bob Dylan, wieder eine Auswahl von Klassikern der Country-Musik. Beide Alben blieben erfolglos, aber mit ihnen schuf Nelson einen eigenen Musikstil, der als Vorläufer des Country-Rock bezeichnet werden kann.
1969 gründete Nelson eine neue Band, die Stone Canyon Band, die ihn die folgenden sechzehn Jahre bei Plattenaufnahmen und auf Tourneen begleitete. In dieser Band spielten zeitweise Randy Meisner (Eagles, Poco), Dennis Larden (Every Mother’s Son), Richie Hayward (Little Feat) und Steve Love (The New Riders of the Purple Sage).
Einen bescheidenen Erfolg konnte er 1969 mit dem von Bob Dylan komponierten Song She Belongs To Me verbuchen. Ab 1969 erschienen seine Platten unter dem Interpretennamen Rick Nelson And The Stone Canyon Band. Zunehmend nahm Nelson selbst komponierte Songs auf; auf Rudy The Fifth sind acht Eigenkompositionen und zwei Dylan-Titel, auf dem Album Garden Party sind sechs Eigenkompositionen und zwei weitere von Mitgliedern der Stone Canyon Band.
Sein letzter Top-Ten-Hit war Garden Party, erschienen im Juli 1972. Nelson komponierte diesen Song, nachdem er 1971 im New Yorker Madison Square Garden bei einem Rock-’n’-Roll-Revival-Konzert ausgepfiffen worden war, weil er nicht seine alten Hits spielte, sondern nur neue Songs. In dem Liedtext reflektiert Nelson seine Abwendung vom nicht mehr zeitgemäßen Rock ’n’ Roll und seine Hinwendung zum neuen, individuellen Musikstil. Die Textaussage gipfelt in dem Satz, dass er lieber als Busfahrer arbeiten würde, als auf irgendwelchen Revival-Konzerten immer nur seine alten Erfolgshits zu spielen. Garden Party erreichte Platz 6 der US Charts und Nelson bekam für diese Single eine Goldene Schallplatte.

### Ausbleibender Erfolg 1973–1985

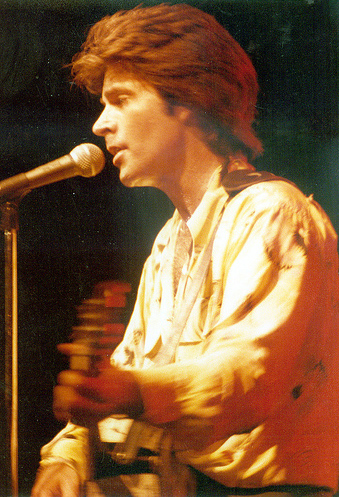
Rick Nelson

Bis Anfang der achtziger Jahre veröffentlichte Nelson noch eine Reihe von Platten, 1973 bis 1975 bei MCA (sechs Singles), 1977 bis 1979 bei Epic (drei Singles) und 1981 bis 1982 bei Capitol (zwei Singles), aber nur noch Palace Guard (1973) konnte sich mit Platz 65 überhaupt noch in den Hot 100 platzieren. Ab 1973 erschienen nur noch vereinzelt neu produzierte Alben: Windfall (1974), Intakes (1977), die bereits aufgenommenen LPs Back To Vienna (1978) und Rockabilly Renaissance (1979) wurden von „Epic Records“ gar nicht erst auf den Markt gebracht. Durch seinen Wechsel 1981 zu der Plattenfirma Capitol Records erschien 1981 sein Album Playing To Win. Seine letzten drei Singles erschienen bei Capitol: It Hasn’t Happened Yet (Januar 1981), Believe What You Say (März 1981) und Give ’Em My Number (Oktober 1982).
Während seiner Phase als Country-Sänger gelang es ihm nie, sich mit Platten in den Country Charts zu platzieren. Er passte von seinem teilweise hippiehaften Äußeren her, seiner Vergangenheit als Teenageridol und seinem individuellen Musikstil in den siebziger und achtziger Jahren offensichtlich nicht in das Bild des gestandenen Country-Fans. Auch ließ er sich nicht auf einen Musikstil festlegen, so sang er 1972 in der TV-Verfilmung Fol-de-Rol als mittelalterlicher Barde verkleidet die Songs Life und He Ain’t Heavy, He’s My Brother. Wegen der ausbleibenden Erfolge spielte er ab den späten siebziger Jahren bei Konzerten auch wieder vermehrt seine alten Hits. Eines seiner letzten großen Konzerte war am 22. August 1985, als er gemeinsam mit Fats Domino auftrat, beide ihre Rock-’n’-Roll-Hits spielten und zum Finale gemeinsam I’m Walking sangen.

### Filmschauspieler
Nelson spielte auch in Filmen mit, am bekanntesten ist wohl sein Auftritt im Westernklassiker Rio Bravo (1959) an der Seite von John Wayne und Dean Martin, mit dem er die Songs My Rifle, My Pony and Me und Cindy, Cindy zum Besten gab. Für seine Darstellung in dem Film wurde er für den Golden Globe als bester Nachwuchsdarsteller nominiert.
Neben Jack Lemmon spielte Nelson die Hauptrolle in der Komödie The Wackiest Ship In The Army (1960), der ab 21. März 1961 in der Bundesrepublik unter dem Titel Auf schrägem Kurs in den Kinos lief. 1965 spielte er die Hauptrolle in der Filmkomödie Love and Kisses, bei der sein Vater Regie führte, aber weder der Film noch das gleichnamige Album hatten Erfolg. Nach seiner stärkeren Hinwendung zur Country Music übernahm er noch zwei Rollen in Westernfilmen, in denen auch seine Frau Kristin Harmon mitspielte, The Over-The-Hill-Gang (1969) und The Resurrection of Bronco Billy (1970) mit Johnny Crawford in der Hauptrolle.
Mitte der 1970er Jahre war er Gaststar in der Fernsehserie Petrocelli und sang hier einige seiner Country-Songs.

### Ehrungen
Er ist seit 1987 Mitglied der Rock and Roll Hall of Fame sowie der Rockabilly Hall of Fame und er hat einen Stern auf dem Hollywood Walk of Fame.

### Privatleben
Von 1963 bis 1981 war Nelson mit Kristin Harmon, der älteren Schwester des Schauspielers Mark Harmon, verheiratet. Die Familie lebte auf einer Ranch in Laurel Canyon, Kalifornien, wo Kristin Harmon eine Kunstgalerie betrieb und Nelson, wenn die etwa 200 Live-Auftritte pro Jahr ihm dazu Zeit ließen, sich seinem Hobby widmete – dem Reiten.
Ihre Zwillingssöhne Gunnar und Matthew Nelson sind Gründer der Hard-Rock-Band Nelson, ihre Tochter Tracy Nelson ist Schauspielerin.
Rick Nelson starb am 31. Dezember 1985 bei einem Flugzeugabsturz in De Kalb in Texas auf dem Weg von Alabama zu einem Auftritt in Dallas. Mit ihm kamen seine Freundin Helen Blair und alle Mitglieder der Stone Canyon Band ums Leben. Während alle sieben Passagiere starben, konnten sich die beiden Piloten mit schweren Verletzungen durch das Cockpit retten. Bei der amtlichen Untersuchung des Unfalls wurden bei Nelson und vier seiner Bandmitglieder Spuren von Drogen im Blut gefunden, bei Nelson Kokain und Rückstände eines starken Schmerzmittels, was in der Presse zu falschen Spekulationen über die Absturzursache führte. Nach achtzehnmonatiger Untersuchung wurde festgestellt, dass wahrscheinlich ein fehlerhaftes Heizgerät zu einer fatalen Rauchentwicklung in Cockpit und Passagierraum geführt hatte. Zudem kritisierte die Untersuchungskommission das Verhalten des Piloten.
Ricky Nelson wurde auf dem Forest Lawn Memorial Park in Hollywood beigesetzt.

## Diskografie

### Alben
| Jahr | Titel                       | Höchstplatzierung, Gesamtwochen, AuszeichnungChartsChartplatzierungen (Jahr, Titel, Platzierungen, Wochen, Auszeichnungen, Anmerkungen) | Anmerkungen                                       |
| Jahr | Titel                       | US | Anmerkungen                                       |
| ---- | --------------------------- | --- | ------------------------------------------------- |
| 1957 | Ricky                       | US1 (33 Wo.)US |                                                   |
| 1958 | Ricky Nelson                | US7 (9 Wo.)US |                                                   |
| 1959 | Ricky Sings Again           | US14 (19 Wo.)US |                                                   |
| 1959 | Songs By Ricky              | US22 (26 Wo.)US |                                                   |
| 1960 | More Songs By Ricky         | US18 (22 Wo.)US |                                                   |
| 1961 | Rick Is 21                  | US8 (49 Wo.)US |                                                   |
| 1961 | Album Seven By Rick         | US27 (20 Wo.)US |                                                   |
| 1962 | Best Sellers By Rick Nelson | US112 (4 Wo.)US | Best-of-Album                                     |
| 1962 | It’s Up to You              | US128 (5 Wo.)US | Kompilation                                       |
| 1963 | For Your Sweet Love         | US20 (19 Wo.)US |                                                   |
| 1964 | Rick Nelson Sings “For You” | US14 (22 Wo.)US |                                                   |
| 1970 | In Concert                  | US54 (19 Wo.)US | live aufgenommen im Troubador Club in Los Angeles |
| 1972 | Garden Party                | US32 (18 Wo.)US | als Rick Nelson & the Stone Canyon Band           |
| 1974 | Windfall                    | US190 (4 Wo.)US | als Rick Nelson & the Stone Canyon Band           |
| 1981 | Playing to Win              | US153 (6 Wo.)US |                                                   |
| 2005 | Greatest Hits               | US56 (18 Wo.)US |                                                   |

Weitere Alben
- 1962: Million Sellers
- 1962: A Long Vacation
- 1964: The Very Thought of You
- 1965: Spotlight on Rick
- 1965: Best Always
- 1965: Love and Kisses
- 1966: Bright Lights and Country Music
- 1966: On the Flip Side
- 1967: Another Side of Rick Nelson
- 1967: Country Fever
- 1968: Perspective
- 1970: Rick Sings Nelson
- 1971: Rudy The Fifth
- 1977: Intakes
- 1978: Return to Vienna
- 1985: All My Best
- 1986: The Memphis Sessions
- 1989: Lonesome Town
- 1991: Best Of (US: Gold)
- 2007: Ricky Rocks

### Singles
| Jahr | Titel Album                                                    | Höchstplatzierung, Gesamtwochen, AuszeichnungChartplatzierungen (Jahr, Titel, Album, Platzierungen, Wochen, Auszeichnungen, Anmerkungen) | Höchstplatzierung, Gesamtwochen, AuszeichnungChartplatzierungen (Jahr, Titel, Album, Platzierungen, Wochen, Auszeichnungen, Anmerkungen) | Höchstplatzierung, Gesamtwochen, AuszeichnungChartplatzierungen (Jahr, Titel, Album, Platzierungen, Wochen, Auszeichnungen, Anmerkungen) | Anmerkungen               |
| Jahr | Titel Album                                                    | DE | UK | US | Anmerkungen               |
| ---- | -------------------------------------------------------------- | --- | --- | --- | ------------------------- |
| 1957 | I’m Walking Teen Time                                          | — | — | US17 (17 Wo.)US |                           |
| 1957 | A Teenager’s Romance Teen Time                                 | — | — | US8 (19 Wo.)US |                           |
| 1957 | You’re My One And Only Love Teen Time                          | — | — | US16 (12 Wo.)US |                           |
| 1957 | Be-Bop Baby Ricky                                              | — | — | US5 (20 Wo.)US |                           |
| 1957 | Have I Told You Lately That I Love You Ricky                   | — | — | US29 (9 Wo.)US |                           |
| 1958 | Waitin’ In School Best Sellers by Rick Nelson                  | — | — | US18 (14 Wo.)US |                           |
| 1958 | Stood Up Best Sellers by Rick Nelson                           | — | UK27 (2 Wo.)UK | US5 (18 Wo.)US |                           |
| 1958 | My Bucket’s Got A Hole In It –                                 | — | — | US18 (12 Wo.)US |                           |
| 1958 | Believe What You Say Ricky Sings Again                         | — | — | US8 (12 Wo.)US |                           |
| 1958 | Poor Little Fool Ricky Nelson                                  | — | UK4 (14 Wo.)UK | US1 (15 Wo.)US |                           |
| 1958 | I Got A Feeling –                                              | — | UK27 (1 Wo.)UK | US10 (17 Wo.)US |                           |
| 1958 | Lonesome Town Ricky Sings Again                                | — | — | US7 (18 Wo.)US |                           |
| 1958 | Someday (You’ll Want Me To Want You) Ricky Nelson              | — | UK9 (13 Wo.)UK | — |                           |
| 1959 | Never Be Anyone Else But You Ricky Sings Again                 | — | UK14 (10 Wo.)UK | US6 (16 Wo.)US |                           |
| 1959 | It’s Late Ricky Sings Again                                    | — | UK3 (20 Wo.)UK | US9 (13 Wo.)US |                           |
| 1959 | Just A Little Too Much Songs By Ricky                          | — | UK11 (8 Wo.)UK | US9 (13 Wo.)US |                           |
| 1959 | Sweeter Than You Songs By Ricky                                | — | UK19 (3 Wo.)UK | US9 (12 Wo.)US |                           |
| 1959 | Mighty Good Songs By Ricky                                     | — | — | US38 (9 Wo.)US |                           |
| 1959 | I Wanna Be Loved Million Sellers                               | — | UK30 (1 Wo.)UK | US20 (11 Wo.)US |                           |
| 1960 | Young Emotions Million Sellers                                 | — | UK48 (1 Wo.)UK | US12 (13 Wo.)US |                           |
| 1960 | Right By My Side Million Sellers                               | — | — | US59 (6 Wo.)US |                           |
| 1960 | I’m Not Afraid More Songs By Ricky                             | — | — | US27 (8 Wo.)US |                           |
| 1960 | Yes Sir, That’s My Baby Million Sellers                        | — | — | US34 (6 Wo.)US |                           |
| 1960 | You Are The Only One Million Sellers                           | — | — | US25 (8 Wo.)US |                           |
| 1961 | Milk Cow Blues Million Sellers                                 | — | — | US79 (3 Wo.)US |                           |
| 1961 | Travelin’ Man Rick Is 21                                       | DE29 (8 Wo.)DE | UK2 (18 Wo.)UK | US1 Gold · (16 Wo.)US |                           |
| 1961 | Hello Mary-Lou Rick Is 21                                      | DE2 (28 Wo.)DE | UK2 (18 Wo.)UK | US9 (15 Wo.)US |                           |
| 1961 | Everlovin’ –                                                   | — | UK23 (5 Wo.)UK | US16 (10 Wo.)US |                           |
| 1961 | A Wonder Like You –                                            | — | — | US11 (11 Wo.)US |                           |
| 1962 | Young World –                                                  | — | UK19 (13 Wo.)UK | US5 (13 Wo.)US |                           |
| 1962 | Summertime Album Seven By Rick                                 | — | — | US89 (2 Wo.)US |                           |
| 1962 | Teenage Idol –                                                 | — | UK39 (4 Wo.)UK | US5 (11 Wo.)US |                           |
| 1962 | It’s Up To You                                                 | — | UK22 (9 Wo.)UK | US6 (12 Wo.)US |                           |
| 1962 | I Need You It’s Up To You                                      | — | — | US83 (4 Wo.)US |                           |
| 1963 | I’m In Love Again Best Sellers by Rick Nelson                  | — | — | US67 (6 Wo.)US |                           |
| 1963 | That’s All Songs By Ricky                                      | — | — | US48 (6 Wo.)US |                           |
| 1963 | You Don’t Love Me Anymore (And I Can Tell) For Your Sweet Love | — | — | US47 (7 Wo.)US |                           |
| 1963 | I Got A Woman For Your Sweet Love                              | — | — | US49 (6 Wo.)US |                           |
| 1963 | If You Can’t Rock Me It’s Up to You                            | — | — | US100 (1 Wo.)US |                           |
| 1963 | Old Enough To Love Ricky Sings Again                           | — | — | US94 (3 Wo.)US |                           |
| 1963 | Gypsy Woman For Your Sweet Love                                | — | — | US62 (9 Wo.)US |                           |
| 1963 | String Along For Your Sweet Love                               | — | — | US25 (9 Wo.)US |                           |
| 1963 | Fools Rush In Rick Nelson Sings "For You"                      | — | UK12 (9 Wo.)UK | US12 (13 Wo.)US |                           |
| 1963 | Today’s Teardrops Album Seven By Rick                          | — | — | US54 (9 Wo.)US |                           |
| 1963 | For You Rick Nelson Sings "For You"                            | — | UK14 (10 Wo.)UK | US6 (11 Wo.)US |                           |
| 1964 | Congratulations Album Seven By Rick                            | — | — | US63 (5 Wo.)US |                           |
| 1964 | The Very Thought Of You                                        | — | — | US26 (7 Wo.)US |                           |
| 1964 | There’s Nothing I Can Say –                                    | — | — | US47 (6 Wo.)US |                           |
| 1964 | A Happy Guy Spotlight On Rick                                  | — | — | US82 (4 Wo.)US |                           |
| 1965 | Mean Old World Best Always                                     | — | — | US96 (2 Wo.)US |                           |
| 1969 | She Belongs To Me Rick Nelson In Concert                       | — | — | US33 (18 Wo.)US |                           |
| 1970 | Easy To Be Free Rick Nelson In Concert                         | — | — | US48 (6 Wo.)US |                           |
| 1972 | Garden Party                                                   | — | UK41 (4 Wo.)UK | US6 Gold · (19 Wo.)US | mit The Stone Canyon Band |
| 1973 | Palace Guard Garden Party                                      | — | — | US65 (5 Wo.)US |                           |

Weitere Singles
- 1962: Mad, Mad World
- 1962: I’ve Got My Eyes on You (And I Like What I See)
- 1963: A Long Vacation
- 1963: There’s Not a Minute
- 1963: Down Home
- 1964: Lucky Star
- 1964: Lonely Corner
- 1964: Don’t Breathe a Word
- 1965: Come Out Dancing
- 1965: Love and Kisses
- 1966: Fire Breathin’ Dragon
- 1966: You Just Can’t Quit
- 1966: Things You Gave Me
- 1967: They Don’t Give Medals (To Yesterday’s Heroes)
- 1967: Take a City Bride
- 1968: Suzanne On A Sunday Morning
- 1968: Dream Weaver
- 1969: Don’t Blame It on Your Wife
- 1969: Don’t Make Promises
- 1970: I Shall Be Released
- 1970: We Got Such A Long Way To Go
- 1971: How Long
- 1971: Life
- 1972: Thank You Lord
- 1972: Gypsy Pilot
- 1973: Lifestream
- 1974: Windfall
- 1974: One Night Stand
- 1975: Try (Try to Fall in Love)
- 1975: Rock and Roll Lady
- 1977: You Can’t Dance
- 1978: Gimme a Little Sign
- 1979: Dream Lover
- 1979: It Hasn’t Happened Yet
- 1979: Believe What You Say
- 1979: Give ’em My Number
- 1979: You Know What I Mean

### Videoalben
- 2006: Ricky Nelson Songs (US: Gold)

## Filmografie (Auswahl)
- 1952: Here Come the Nelsons
- 1952–1966: The Adventures of Ozzie & Harriet (Fernsehserie, 433 Folgen)
- 1953: War es die große Liebe? (The Story of Three Loves)
- 1959: Rio Bravo
- 1960: Auf schrägem Kurs (The Wackiest Ship in the Army)
- 1969: The Over-the-Hill Gang (Fernsehfilm)
- 1972: Ein Sheriff in New York (McCloud; Fernsehserie, eine Folge)
- 1972/1974: Owen Marshall – Strafverteidiger (Owen Marshall: Counselor at Law; Fernsehserie, zwei Folgen)
- 1973: Die Straßen von San Francisco (The Streets of San Francisco; Fernsehserie, eine Folge)
- 1974: Petrocelli (Fernsehserie, eine Folge)
- 1978: Love Boat (Fernsehserie, eine Folge)